# TSPAN13
TSPAN13 (англ. Tetraspanin 13) – білок, який кодується однойменним геном, розташованим у людей на короткому плечі 7-ї хромосоми. Довжина поліпептидного ланцюга білка становить 204 амінокислот, а молекулярна маса — 22 147.
| 10         |  | 20         |  | 30         |  | 40         |  | 50         |
| ---------- |  | ---------- |  | ---------- |  | ---------- |  | ---------- |
| MVCGGFACSK |  | NCLCALNLLY |  | TLVSLLLIGI |  | AAWGIGFGLI |  | SSLRVVGVVI |
| AVGIFLFLIA |  | LVGLIGAVKH |  | HQVLLFFYMI |  | ILLLVFIVQF |  | SVSCACLALN |
| QEQQGQLLEV |  | GWNNTASARN |  | DIQRNLNCCG |  | FRSVNPNDTC |  | LASCVKSDHS |
| CSPCAPIIGE |  | YAGEVLRFVG |  | GIGLFFSFTE |  | ILGVWLTYRY |  | RNQKDPRANP |
| SAFL       |  |            |  |            |  |            |  |            |

A: Аланін

C: Цистеїн

D: Аспарагінова кислота

E: Глутамінова кислота

F: Фенілаланін

G: Гліцин

H: Гістидин

I: Ізолейцин

K: Лізин

L: Лейцин

M: Метіонін

N: Аспарагін

P: Пролін

Q: Глутамін

R: Аргінін

S: Серин

T: Треонін

V: Валін

W: Триптофан

Кодований геном білок за функцією належить до фосфопротеїнів. 
Локалізований у мембрані.